# Беляева, Раиса Ивановна
Раи́са Ива́новна Беля́ева (род. 1942) — русская советская свинарка, депутат Верховного Совета СССР.

## Биография
Родился в 1942 году. Русская. Беспартийная. Образование среднее.
В 1959 году, окончив среднюю школу, начала работать на заводе «Стройдеталь» рабочей. Затем была стержнёвщицей-сушильщицей тракторного завода. В 1965—1967 годах работала на мясокомбинате. С 1967 года свинарка Троицкого межхозяйственного колхозно-совхозного объединения по производству свинины, Липецкий район Липецкой области.
Депутат Совета Союза Верховного Совета СССР 9-10 созывов (1974—1984) от Лебедянского избирательного округа № 228 Липецкой области.